# Joseph Charles Hippolyte Crosse
Joseph Charles Hippolyte Crosse (1 oktober 1826 - 7 augustus 1898) was een Frans concholoog. Hij is verantwoordelijk voor de ontdekking en naamgeving van een groot aantal zeeslakken. Hij schreef verder een achttal boeken. 

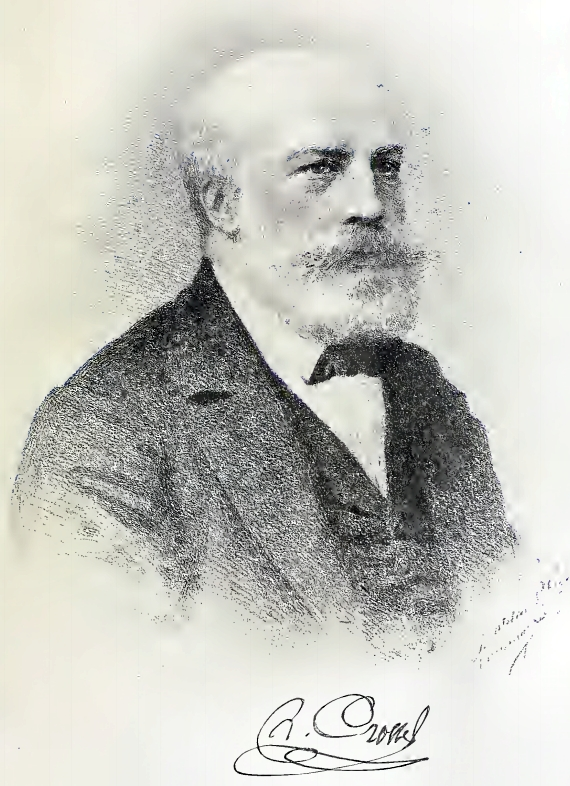
J.C.H. Crosse